# Sint-Petrus-en-Pauluskerk (Kralovice)

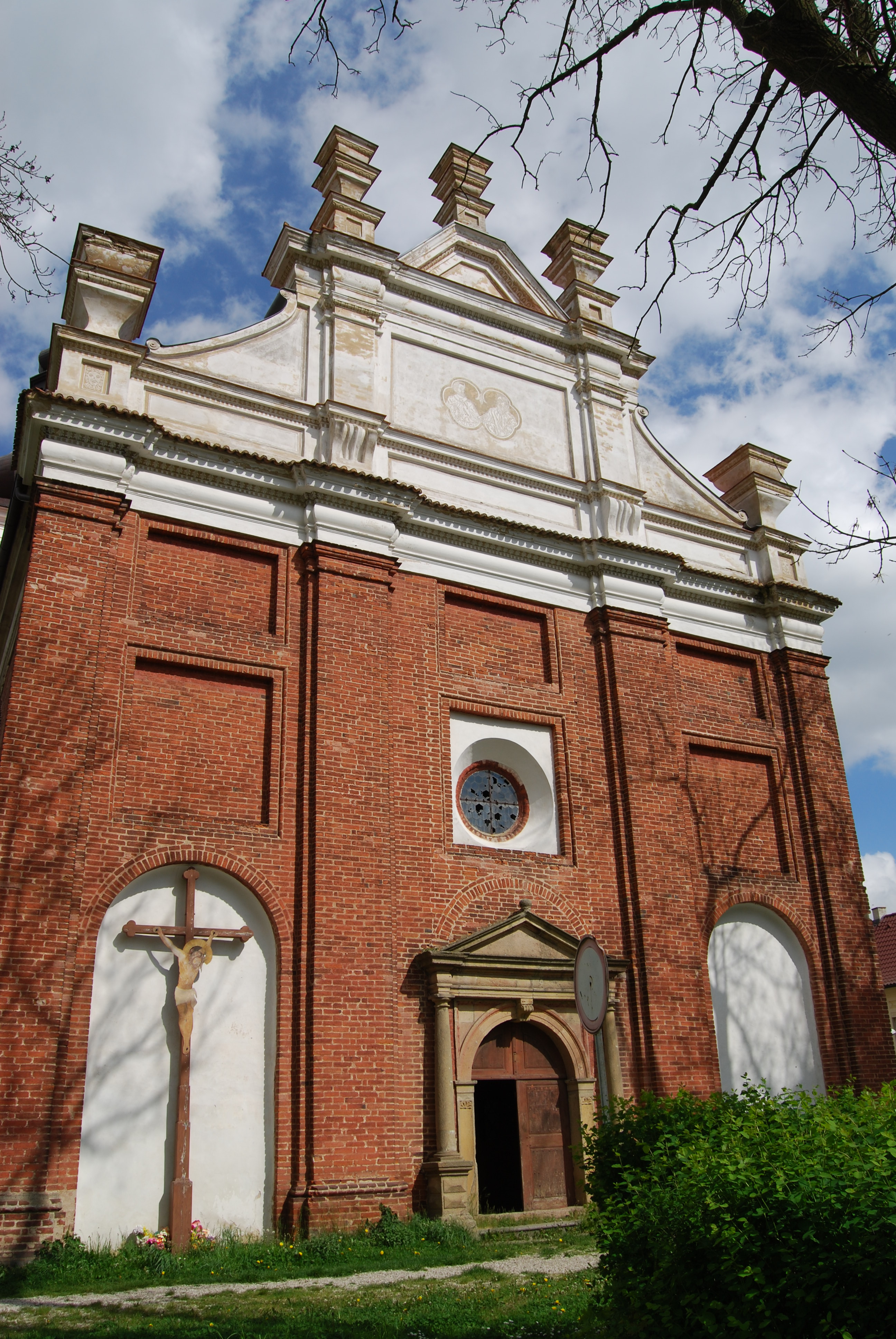
De kerk van Kralovice.

De Sint-Petrus-en-Pauluskerk (Tsjechisch: Kostel svatého Petra a Pavla) is een kerk in de gemeente Kralovice in de Tsjechische regio Pilsen. De kerk is gewijd aan de apostelen Petrus en Paulus. De eerste vermelding van de kerk stamt uit het jaar 1250, toen de kerk eigendom was van het klooster van Plasy. Het huidige gotische uiterlijk dankt de Sint-Petrus-en-Pauluskerk aan een ombouw in de 16e eeuw.